# Campeonato del Mundo de patinaje de velocidad en línea 2011
El Campeonato Mundial de patinaje de velocidad en línea de 2011 tuvo lugar del 30 de agosto al 5 de septiembre de 2011 en Yeosu, Corea del Sur. Fue el la segunda ocasión que la que el país asiático organizó el campeonato mundial tras la edición de 2006 en la localidad de Anyang.

Los participantes más exitosos fueron Hyo Sook Woo y para mujeres y Andrés Muñoz para hombres.

## Mujeres
| Distancia                   | Oro                                            | Plata                                                    | Bronce                                              |
| Pista                       | Pista                                          | Pista                                                    | Pista                                               |
| --------------------------- | ---------------------------------------------- | -------------------------------------------------------- | --------------------------------------------------- |
| 300 m Contrarreloj          | Jercy Puello                                   | Yi Seul An                                               | Erika Zanetti                                       |
| 500 m Sprint                | Jercy Puello                                   | Ingrid Factos                                            | Fan Chihling                                        |
| 1.000 m Sprint              | Estefanía Fasinato                             | Melisa Bonnet                                            | Yi Seul An                                          |
| 10.000 m Puntos/Eliminación | Hyo Sook Woo                                   | Kelly Martínez                                           | Fan Chihling                                        |
| 15.000 m Eliminación        | Hyo Sook Woo                                   | Kelly Martínez                                           | Marta Ramírez                                       |
| 3.000 m Relevos             | China Tapei Yang Hochen Pan-Yi Chin Liu-Fu Jen | Colombia · Kelly Martínez · Marta Ramírez · Jercy Puello | Alemania · Sabine Berg · Jana Gegner · Mareike Thum |
| Ruta                        |                                                |                                                          |                                                     |
| 200 m Contrarreloj          | Jercy Puello                                   | Estefanía Cuervo                                         | Erika Zanetti                                       |
| 500 m Sprint                | Sandra Buelvas                                 | María José Moya                                          | Verónica Elías                                      |
| 10.000 m Puntos             | Hyo Sook Woo                                   | Yang Hochen                                              | Dan Guo                                             |
| 20.000 m Eliminación        | Hyo Sook Woo                                   | Kelly Martínez                                           | Dan Guo                                             |
| 5.000 m Relevos             | China Tapei Yang Hochen Pan-Yi Chin Liu-Fu Jen | Corea del Sur Ju-Hee Im Ji-Hyeon Lee Hyo-Sook Woo        | Alemania · Sabine Berg · Jana Gegner · Mareike Thum |

## Hombres
| Distancia                   | Oro                                                      | Plata                                              | Bronce                                                     |
| Pista                       | Pista                                                    | Pista                                              | Pista                                                      |
| --------------------------- | -------------------------------------------------------- | -------------------------------------------------- | ---------------------------------------------------------- |
| 300 m Contrarreloj          | Pedro Causil                                             | Andrés Muñoz                                       | Nicolas Pelloquin                                          |
| 500 m Sprint                | Andrés Muñoz                                             | Pedro Causil                                       | Nicolas Pelloquin                                          |
| 1.000 m Sprint              | Pedro Causil                                             | Scott Arlidge                                      | Lin Lo Wei                                                 |
| 10.000 m Puntos/Eliminación | Bart Swings                                              | Scott Arlidge                                      | Son Geung Seong                                            |
| 15.000 m Eliminación        | Peter Michael                                            | Bart Swings                                        | Jorge Cifuentes                                            |
| 3.000 m Relevos             | Colombia · Andrés Muñoz · Jorge Cifuentes · Carlos Pérez | Nueva Zelanda Reyon Kay Peter Michael Kalon Dobbin | Bélgica · Bart Swings · Jore van den Berghe · Ferre Spruyt |
| Ruta                        |                                                          |                                                    |                                                            |
| 200 m Contrarreloj          | Andrés Muñoz                                             | Matthias Schwierz                                  | Sung Ching Yang                                            |
| 500 m Sprint                | Andrés Muñoz                                             | Lin Lo Wei                                         | Michel Mulder                                              |
| 10.000 m Puntos             | Yann Guyader                                             | Bart Swings                                        | Crispijn Ariens                                            |
| 20.000 m Eliminación        | Fabio Francolini                                         | Bart Swings                                        | Joey Mantia                                                |
| 5.000 m Relevos             | Colombia · Andrés Muñoz · Pedro Causil · Carlos Pérez    | Francia Ewen Fernandez Yann Guyader Brian Lepine   | Chile · Bart Swings · Jore van den Berghe · Ferre Spruyt   |

## Medallero
| Pos. | País           | Oro | Plata | Bronce | Total |
| ---- | -------------- | --- | ----- | ------ | ----- |
| 1.   | Colombia       | 10  | 7     | 2      | 19    |
| 2.   | Corea del Sur  | 4   | 2     | 2      | 8     |
| 3.   | China Tapei    | 2   | 2     | 4      | 8     |
| 4.   | Bélgica        | 1   | 3     | 2      | 6     |
| 5.   | Nueva Zelanda  | 1   | 3     | 0      | 4     |
| 6.   | Francia        | 1   | 1     | 2      | 4     |
| 7.   | Argentina      | 1   | 1     | 0      | 2     |
| 8.   | Italia         | 1   | 0     | 2      | 3     |
| 9.   | Venezuela      | 1   | 0     | 0      | 1     |
| 10.  | Alemania       | 0   | 1     | 2      | 3     |
| 11.  | Chile          | 0   | 1     | 0      | 1     |
| 11.  | Ecuador        | 0   | 1     | 0      | 1     |
| 13.  | Países Bajos   | 0   | 0     | 2      | 2     |
| 13.  | China          | 0   | 0     | 2      | 2     |
| 15.  | Estados Unidos | 0   | 0     | 1      | 1     |
| 15.  | México         | 0   | 0     | 1      | 1     |

- Datos: Q2095043